# Oxinasphaera poorei
Oxinasphaera poorei är en kräftdjursart som beskrevs av Bruce1997. Oxinasphaera poorei ingår i släktet Oxinasphaera och familjen klotkräftor. Inga underarter finns listade i Catalogue of Life.